# Guinea-bissauische Volleyballnationalmannschaft der Frauen
Die guinea-bissauische Volleyballnationalmannschaft der Frauen ist die Auswahl guinea-bissauischer Volleyballspielerinnen, welche die Federação de Voleibol da Guiné-Bissau (FVBGB) auf internationaler Ebene, beispielsweise in Freundschaftsspielen gegen die Auswahlmannschaften anderer nationaler Verbände, aber auch bei internationalen Wettbewerben repräsentiert. 1992 trat der nationale Verband dem Weltverband Fédération Internationale de Volleyball (FIVB) bei. Im August 2012 wurde die Mannschaft nicht in der Weltrangliste geführt.

## Internationale Wettbewerbe

### Guinea-Bissau bei Weltmeisterschaften
Die Mannschaft konnte sich bisher nicht für eine Weltmeisterschaft qualifizieren.

### Guinea-Bissau bei Olympischen Spielen
Bisher gelang es der Mannschaft nicht, sich für die olympischen Wettbewerbe zu qualifizieren.

### Guinea-Bissau bei Afrikameisterschaften
Die Mannschaft kann bisher keine Teilnahmen an der Afrikameisterschaft vorweisen:
| - 1976: nicht qualifiziert - 1985: nicht qualifiziert - 1987: nicht qualifiziert - 1989: nicht qualifiziert - 1991: nicht qualifiziert - 1993: nicht qualifiziert - 1995: nicht qualifiziert - 1997: nicht qualifiziert | - 1999: nicht qualifiziert - 2001: nicht qualifiziert - 2003: nicht qualifiziert - 2005: nicht qualifiziert - 2007: nicht qualifiziert - 2009: nicht qualifiziert - 2011: nicht qualifiziert |

### Guinea-Bissau bei den Afrikaspielen
Guinea-Bissaus Volleyballnationalmannschaft der Frauen nahm bisher nicht an den Wettbewerben der Afrikaspiele teil.

### Guinea-Bissau beim World Cup
Guinea-Bissau kann bisher keine Teilnahme am World Cup – dem Qualifikationsturnier für die Olympischen Spiele – vorweisen.

### Guinea-Bissau beim World Grand Prix
Der World Grand Prix fand bisher ohne guinea-bissauische Beteiligung statt.